# Ivy Jo Hunter
George Ivy Hunter (* 28. August 1940 in Detroit, Michigan, USA; † 6. Oktober 2022), bekannt als Ivy Jo Hunter (bisweilen Ivy Joe Hunter geschrieben), war ein US-amerikanischer R&B-Songwriter, Musikproduzent und Sänger.

## Biografie
Hunter wuchs in Detroit auf und spielte Trompete und Saxofon im Detroit All City Orchestra und sang in verschiedenen Gruppen. Nach seinem Dienst in der Armee begann Hunter, als Sänger in den Clubs rund um Detroit aufzutreten, wo er sich mit dem Songwriter Hank Cosby anfreundete. Cosby stellte ihn William „Mickey“ Stevenson vor, dem ersten A&R-Mann von Motown. Hunter spielte Keyboards bei Motown-Sessions, bevor Stevenson begann, mit ihm als Songwriter zusammenzuarbeiten. Er wurde Mitglied der Hausband von Motown Records und begann, einige der bedeutendsten Hits der frühen Motown-Jahre zu schreiben.
Hunter war Koautor und Produzent von Songs wie Truly Yours und Sweet Thing von The Spinners, Sorry Is a Sorry Word von The Temptations, Behind a Painted Smile und My Love Is Your Love (Forever) der Isley Brothers sowie Ask the Lonely und Loving You Is Sweeter Than Ever der Four Tops. Zusammen mit Marvin Gaye und Stevenson war er Koautor des Hits Dancing in the Street von Martha & the Vandellas, der im Herbst 1964 ein amerikanisches Gegenstück zur British Invasion darstellte. Hunter produzierte und schrieb auch Songs für Motown-Künstler wie The Velvelettes (That’s a Funny Way), The Contours (Can You Jerk Like Me) und The Marvelettes (Danger Heartbreak Dead Ahead und I’ll Keep Holding On), Gladys Knight & the Pips (The Stranger) und Gaye, für den er 1968 die Top-40-Hit-Single You produzierte.
Hunter schrieb, produzierte und fungierte weiterhin als Session-Musiker. Als Sänger nahm er in den 1960er Jahren viel Material bei Motown auf, darunter auch Demos seiner eigenen Kompositionen. Aber erst 1970 wurde auf Motowns Sublabel V.I.P. Records eine Ivy-Jo-Single mit dem Titel I Remember When (Dedicated to Beverly) veröffentlicht. Im folgenden Jahr erschien eine weitere Single auf V.I.P. mit dem Titel I’d Still Love You. Ein Album mit dem Titel Ivy Jo is in this Bag war ebenfalls geplant, wurde aber nicht realisiert. Kurz darauf verließ er Motown.
1970 spielte er die Keyboards bei Mommy, What’s A Funkadelic? auf dem Debütalbum der Band Funkadelic. Er war außerdem Koproduzent eines Albums von Wee Gee (William Howard), dem ehemaligen Leadsänger von The Dramatics, das den Hit Hold On (To Your Dream) enthielt, der zu einem Favoriten bei Abschlussfeierlichkeiten geworden ist.
Ivy Jo Hunter starb am 6. Oktober 2022 im Alter von 82 Jahren.